# Serug
Serug (hebreiska: שְׂרוּג, S'rug ; "bransch") var enligt Första Mosebok 11:20-23 son till Reu och far till Nahor. Han var också Abrahams farfars far. Han kallas Saruch eller Saruk i den grekiska versionen av Lukasevangeliet (3:35). Han blev 230 år gammal.